# Мельничук Ігор Васильович
Ігор Васильович Мельничук (нар. 14 жовтня 1963, Іванівці (Коломийський район), Івано-Франківська область, УРСР) — радянський та український футболіст, захисник та півзахисник.

## Життєпис
Народився в селі Іванівці (Коломийський район) Івано-Франківської області. Футбольну кар'єру розпочав у клубі 1982 році в складі івано-франківського «Прикарпаття», яке виступало в Другій лізі СРСР (в цьому турнірі Сергій зіграв 3 матчі). Після цього проходив військову службу. у 1984 році повернувся до «Прикарпаття», спочатку на поле виходив рідко. У 1986 році був гравцем основи, проте вже наступного року знову на поле виходив нечасто. З 1988 року один з ключових футболістів «прикарпатців».
Після здобуття Україною незалежності продовжив виступи в команді. Команда отримала право стартувати в першому розіграші чемпіонату України серед клубів Вищої ліги. Дебютував у «вишці» 7 березня 1992 року в нічийному (0:0) домашньому поєдинку 1-о туру підгрупи 2 проти луцької «Волині». Мельничук вийшов на поле в стартовому складі та відіграв увесь матч. У Вищій лізі того сезону зіграв 16 матчів, проте не зміг допомогти уникнути «Прикарпаттю» вильоту до Першої ліги. Наступний сезон разом з івано-франківцями відіграв у Першій лізі. Сезон 1993/94 років розпочав також у «Прикарпатті», проте на поле в офіційних матчах не виходив. Загалом же у футболці «Прикарпаття» в чемпіонатах України та СРСР провів 235 матчів, в яких відзначився 3-а голами; ще 3 поєдинки провів у кубку СРСР та України. У пошуках ігрової практики перейшов до коломийського «Покуття», у футболці якого зіграв 12 матчів в аматорському чемпіонаті України.
Сезон 1994/95 розпочав у «Лімниці» (Перегінськ), у складі якої зіграв 12 матчів в аматорському чемпіонаті України. Під час зимової перерви перейшов до рівненського «Вереса», у футболці якого вперше зіграв 24 травня 1995 року в переможному (2:0) домашньому поєдинку 29-о туру Вищої ліги проти львівських «Карпат». Ігор вийшов на поле в стартовому складі та відіграв увесь матч. Єдиним голом у Вищій лізі відзначився 23 червня 1995 року на 68-й хвилині програного (2:3) домашнього поєдинку 34-о туру проти кременчуцького «Кременя». Мельничук вийшов на поле в стартовому складі та відіграв увесь матч, який, окрім цього, став останнім для гравця у футболці рівненського колективу. У складі «Вереса» зіграв 6 матчів та відзначився 1 голом. По завершення сезону 1994/95 років завершив футбольну кар'єру.